# Vroutek (stacja kolejowa)
Vroutek – stacja kolejowa w miejscowości Vroutek, w kraju usteckim, w Czechach. Położona jest na wysokości 345 m n.p.m.
Na stacji nie ma możliwości zakupu biletów, a obsługa podróżnych odbywa się w pociągu. 

## Linie kolejowe
- 160 Plzeň - Žatec